# Side Show
Pour plus de détails, voir Fiche technique et Distribution.
Side Show est un film américain réalisé par Roy Del Ruth et sorti en 1931.
Le réalisateur Roy Del Ruth est tombé amoureux de l'actrice principale Winnie Lightner et s'est marié avec elle en 1934.

## Fiche technique
- Réalisation : Roy Del Ruth
- Scénario : Arthur Caesar, Ray Enright
- Photographie : Devereaux Jennings
- Montage : James Gibbon
- Musique : Leo F. Forbstein
- Distributeur : Warner Bros. Pictures
- Durée : 66 minutes
- Date de sortie :  19 septembre 1931

## Distribution
- Winnie Lightner : Pat
- Charles Butterworth : Sidney
- Evalyn Knapp : Irene
- Donald Cook : Joe Palmer
- Guy Kibbee : Pop « Colonel » Gowdy
- Matthew Betz : Tom Whalen
- Fred Kelsey : Sheriff Hornsby
- Tom Ricketts : Tom Allison

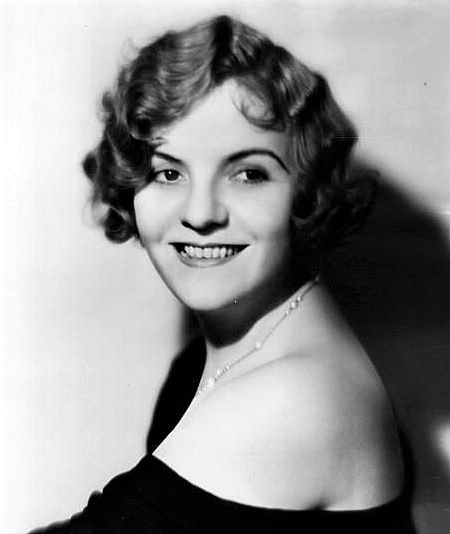
Winnie Lightner dans les années 1930.

- Vince Barnett : « The Great Santini »